# ニューヨーク・アート・カルテット
ニューヨーク・アート・カルテット（New York Art Quartet、NYAQ）は、1964年にニューヨークで結成されたフリー・ジャズ・アンサンブルで、元々はサックス奏者のジョン・チカイ、トロンボーン奏者のラズウェル・ラッド、ドラマーのミルフォード・グレイヴス、ベーシストのルイス・ウォレルで構成されていた。その後、ウォレルの代わりに、レジー・ワークマン、フィン・ヴォン・エイベン、ハロルド・ドッドソン、エディ・ゴメス、スティーヴ・スワロウ、ブエル・ネイドリンガーを含む他のベーシストが参加した。All About Jazzの評論家クリフォード・アレンは、このグループが「アンダーグラウンドのフリー・ジャズにおいて、最もパワフルな音楽の一部を切り出した」と書いた。
1962年11月、チカイは、その年の初めにヘルシンキ・ジャズ・フェスティバルで出会ったアーチー・シェップとビル・ディクソンの勧めで、母国デンマークからニューヨークへ移住した。ニューヨークに到着すると、チカイはシェップやラズウェル・ラッドらを含むディクソンのグループで演奏を始め、ドン・チェリーや他のさまざまなミュージシャンとも共演した。1963年の夏までに、チカイ、シェップ、チェリーはベーシストのドン・ムーア、ドラマーのJ・C・モーゼスとともにニューヨーク・コンテンポラリー・ファイヴを結成し、ラッドはシェップとともにディクソンと演奏を続けた。ラッドによれば、新しいカルテットを結成するというアイデアはチカイから生まれ、2人は映画監督マイケル・スノウのロフト・スペースでムーアとモーゼスとともに演奏を始めたという。やがてモーゼスが自身の役割に対する相互の不満の結果として脱退し、ラッドとチカイはすぐにサックス奏者のジュゼッピ・ローガンからドラマーのミルフォード・グレイヴスを紹介された。チカイはこう回想している。「これはとても嬉しい驚きでしたが、それ以上に、ポリリズムによる同じリズムの統一感、あるいは同じ激しさと音楽性の感覚を持ったニューヨークの若いミュージシャンたちの音楽を聴いたことがなかったため、グレイヴスはラッドと私を単純に困惑させたのです」。グレイヴスは「結局、30分も一緒に演奏して、ラッドとチカイを驚かせた。彼らは即座に後のニューヨーク・アート・カルテットに加わるよう誘った」。グレイヴスは後に、グループへの参加への誘いは「私の精神的および創造的可能性の進化段階が制限なく表現される必要があったときに」来たと述べた。しかし、チカイが「ベーシストのドン・ムーアは、この魔術師のようなパーカッショニストをとても怖がり、そんなことは真実ではないし、あり得ないと判断して、我々との演奏を拒否したのです」と回想しているように、グループは彼の代わりにベーシストのルイス・ウォレルを迎え入れた。
1964年7月、チカイとラッドは、マイケル・スノウ監督による映画のサウンドトラック・アルバム『ニューヨーク・アイ・アンド・イアー・コントロール』を録音するために、アルバート・アイラー、ドン・チェリー、ゲイリー・ピーコック、サニー・マレイからなるアイラーのカルテットに短期間参加した。その秋、ニューヨーク・アート・カルテットは自らを「ジョン・チカイ・カルテット」と名乗り、ビル・ディクソン主催の「ジャズの十月革命」に参加してデビュー・コンサートを行った。11月、NYAQは、ESPディスクのジャズ・アーティストのオリジナル・ラインナップの一部として最初のアルバムをレコーディングし、その1か月後、ディクソン主催のフェスティバル「フォー・デイズ・イン・ディセンバー」に「ラズウェル・ラッド＝ジョン・チカイ・カルテット」として出演し、ジャドソン・ホールにてサン・ラの対バンとして演奏した。グループのセカンド・アルバム『モホーク』は、ベースにレジー・ワークマンを迎えて1965年7月に録音され（ウォレルは1964年12月にグループを脱退）、フォンタナ・レーベルからリリースされた。1965年の秋、チカイはコペンハーゲン、イェーテボリ（スウェーデン）、ヒルフェルスム（オランダ）、そしてアムステルダム（オーネット・コールマンのグループの前座を務めた）におけるNYAQの公演日程を調整し、フィン・ヴォン・エイベンがベースを担当し、ルイス・モホロがドラムを演奏した。オリジナルのミュージシャンとのスケジュール問題の結果であった。このツアーの録音はアルバム『ラズウェル・ラッド＝ジョン・チカイ (Roswell Rudd)』として、ラッドの同意なしで1971年にリリースされ、2010年になってアルバム『Old Stuff』に収録された。グループは1966年2月に解散し、チカイはデンマークへと帰国した。
1999年6月13日、ベースのワークマンとともにNYAQはベル・アトランティック・ジャズ・フェスティバルでのパフォーマンスのために再集結し、ソニック・ユースの前座を務めた。35年前のデビュー・アルバムに「Black Dada Nihilismus」という詩が収録されていたアミリ・バラカも登場した。グループは翌日、アルバム『35thリユニオン』をレコーディング。2000年になり、彼らはパリ・バンリュー・ブルース・フェスティバルで演奏し、続いて2001年にはリスボア・フェスティバルでもパフォーマンスを行った。チカイの死後、2013年にトリプル・ポイント・レコードは『Call It Art』というタイトルで、156ページのコーヒーテーブル・ブックやその他の付録とともに、限定版の5枚組LPボックス・セットをリリースした。
チカイによれば、NYAQの最もユニークな側面の1つは、「演奏される音楽のポリフォニックな部分、つまりニューオーリンズ・ジャズやクラシック音楽にも存在する集合的な演奏スタイル全体です。私たちの音楽のポリフォニックな側面は、他の人がコンテンポラリー・ジャズでやっていることと比べて、まったく新しいことです」。デヴィッド・トゥープは、このグループの特徴的なサウンドを「意図的に不規則で、陰気なテーマがけいれんを起こしながら転がり出し、音符が白昼夢に迷ったかのように遠ざかっていき、完全な崩壊が永遠に差し迫っているように見えるほどオープンな音楽」と表現した。チカイは『モホーク』へのライナーノーツのなかで次のように書いている。「私たちの音楽で重要なことは、ジャズがどう聞こえるべきかという先入観を持たずに聴いてもらうことでした。それが『音楽』として聴かれ、それが唯一のラベルとなるようにしよう!と」。
ニューヨーク・アート・カルテットに関するドキュメンタリー『The Breath Courses Through Us』が、アラン・ロス監督によって2013年に公開された。

## ディスコグラフィ

### スタジオ・アルバム
- 『ニューヨーク・アート・カルテット』 - New York Art Quartet (1965年、ESP-Disk)
- 『モホーク』 - Mohawk (1965年、Fontana)
- 『35thリユニオン』 - 35th Reunion (2000年、DIW)
- Old Stuff (2010年、Cuneiform)
- Call It Art (2013年、Triple Point): contains five LPs (four hours) of previously unreleased material and a 150-plus-page coffee-table book[24]